# 山田隆也
山田 隆也（やまだ たかや、1890年7月31日 - 1978年6月8日）は、日本の元俳優、宗教家である。本名横川 唯治（よこかわ ただはる）。旧芸名山田 隆彌（やまだ たかや）。

## 人物・来歴
1890年（明治23年）7月31日、埼玉県比企郡唐子村（現在の同県東松山市）に生まれる。生家は庄屋を経営していたが、没落して里子に預けられる。
旧制埼玉県第三中学校（後の埼玉県立川越中学校、現在の埼玉県立川越高等学校）を卒業後、弁護士を志望して中央大学法科に進学するが、のちに早稲田大学文科に転入。1905年（明治38年）5月、坪内逍遥の自宅に設立された文芸協会演劇研究所に、同年4月に入所した松井須磨子、佐々木積、武田正憲に加えて、補欠募集で上山草人、加藤精一、森英治郎らと入所し、同所の第1期研究生となる。1911年（明治44年）5月に同所を卒業し、本名の「横川 唯治」を名乗って文芸協会に加入、帝国劇場での同協会第1回公演として、ウィリアム・シェイクスピアの悲劇『ハムレット』（訳坪内逍遙）の全幕上演が行なわれ、横川はギルデンスターン役を演じた。ところが、1913年（大正2年）5月31日に同協会を島村抱月が退会、松井須磨子も諭旨退会処分で去って同年7月には解散。同年10月、森英治郎、佐々木積、加藤精一らと新劇団舞台協会を設立し、同年11月28日から4日間、同じく帝国劇場での同協会第一回公演として、ジョージ・バーナード・ショーの戯曲『悪魔の弟子』（訳舞台協会）、ヴィルヘルム・フォン・ショルツの戯曲『負けたる人』（訳森鷗外、 Der Besiegte, 1899年）を上演した。1918年（大正7年）には、加藤精一、森英治郎、佐々木積、林幹、宮島啓夫らと帝国劇場専属俳優となったが、中でも1921年（大正10年）11月、同劇場で上演された倉田百三の戯曲『出家とその弟子』で、横川が演じた唯円役は当たり役となり、以後主要都市の各座で上演されるようになり、この間に芸名を本名から「山田 隆彌」と改名した。
1922年（大正11年）、かつて日活向島撮影所の幹部俳優であった衣笠貞之助、藤野秀夫、東猛夫、横山運平ら13名が連袂退社したことから、日活の呼びかけで舞台協会と急遽提携入社をなし、1923年（大正12年）3月15日に公開された同協会提携第一回作品である田中栄三監督映画『髑髏の舞』など、数本の作品に出演。ところが、同所は同年9月1日に発生した関東大震災で強制閉鎖となり、日活京都撮影所に全面異動となったが、横川は移籍せずに加藤精一、佐々木積、森英治郎、岡田嘉子、出雲美樹子、夏川静江らと新たに同志座を組織する。1925年（大正14年）6月、兵庫県西宮市にあった東亜キネマ甲陽撮影所と提携入社、同年同月25日に公開された阪田重則監督映画『敵と女敵』などに出演し、同座解散後も同所に残留した。
1927年（昭和2年）1月、愛人であり妻であった岡田嘉子は『椿姫』の撮影中、衝動的に俳優の竹内良一とともに失踪。山田の手元には岡田から許しを請う別れの手紙が届いた。
1928年（昭和3年）には、牧野省三率いるマキノ・プロダクションにおいて、牧野の長男・マキノ正博（のちのマキノ雅弘）が所長を務める名古屋撮影所で、鈴木重吉監督の『田中宰相の少年時代』に出演、同年、同社の御室撮影所が製作した『肉弾決笑記』で初監督を果たす。
松竹家庭劇に参加する。1936年（昭和11年）、京都の宗教団体である一燈園の劇団「すわらじ劇園」に参加する。
1978年（昭和53年）6月8日、死去した。満87歳没。

## フィルモグラフィ
特筆以外はすべて出演、すべて「山田隆弥」名義。

### 日活向島撮影所
1923年
- 『髑髏の舞』 : 監督・原作・脚本田中栄三 - 「瑞雲寺の若僧今井良禅・のちに旅の僧侶」役
- 『忘れな草』 : 監督田中栄三、原作・脚本伊藤松雄
- 『三つの魂』 : 監督田中栄三、原作・脚本伊藤松雄
- 『血の洗礼』 : 監督若山治、原作・脚本秦哀美
- 『毒塵』 : 監督細山喜代松、脚本平戸延介（山本嘉次郎）
- 『山の悲劇』 : 監督鈴木謙作、原作・脚本田中総一郎

### 東亜キネマ甲陽撮影所
1925年
- 『敵と女敵』 : 監督・原作・脚本坂田重則
- 『潮』 : 監督賀古残夢、原作佐藤紅緑、脚本竹井諒

### 東京映画
1927年 
- 『不滅の光明』 : 監督三沢偶伴、原作前田曙山、脚本長里清

### マキノ・プロダクション
1928年
- 『田中宰相の少年時代』 : 監督鈴木重吉、原作君塚勝彦、脚本不明、名古屋撮影所
- 『肉弾決笑記』 : 原作桜井忠温、脚本大久保博、御室撮影所 - 製作・監督・出演

## ビブリオグラフィ
国立国会図書館蔵書。
- 『陽は暖かく』、一燈園出版部、1960年
- 『こぼれ話』、一燈園出版部、1965年
- 『内村鑑三記念講演研究』、編著藤田若雄、大河原礼三・キリスト教社会思想研究会、1973年 - 1975年
  - 『金沢常雄』『塚本虎二』『黒崎幸吉』『座談会「無教会を語る」』を収録
- 『陽は暖かく』、一燈園出版部、1984年

## 註
1. ↑  第三章 演劇の目覚めと展開、近代日本の道程、竹中一男、2010年1月5日閲覧。
2. ↑  『日本映画発達史 1 活動写真時代』、田中純一郎、中公文庫、1975年11月25日 ISBN 4122002850、p.363-366.
3. 1 2 3  山田隆弥、日本映画データベース、2010年1月5日閲覧。
4. ↑  撮影中途で行方くらます、日活が激怒『中外商業新報』昭和2年3月30日夕刊（『昭和ニュース事典第1巻 昭和元年-昭和3年』本編p35昭和ニュース事典編纂委員会 毎日コミュニケーションズ刊 1994年）
5. ↑  戦後の東京映画とは無関係。
6. ↑  OPAC NDL 検索結果、国立国会図書館、2010年1月5日閲覧。